# Patryk Pysz
Patryk Pysz (ur. 15 stycznia 1975 w Zakopanem) – polski hokeista, reprezentant Polski.
Jego ojciec Wiktor i wujkowie Marian i Andrzej także byli hokeistami.

## Kariera
- Podhale Nowy Targ (1991–1992)
- Augsburger Panther (1992–1995)
- Adler Mannheim (1995–1996)
- Columbus Chill (1996–1997)
- Hamburg Crocodiles (1997–2000)
- REV Bremerhaven / Fischtown Pinguins (2000–2004)

Wychowanek Podhala Nowy Targ. Jako pierwszy zawodnik Podhala i jeden z nielicznych rodowitych Polaków w historii został wybrany w drafcie do ligi NHL. Karierę rozwijał w Niemczech w klubach 2. Bundesligi i DEL. Przez rok grał także w USA w lidze ECHL. Do 2004 grał w Niemczech, po czym zakończył karierę.
Wielokrotny reprezentant Polski. Początkowo grał w kadrach juniorskich. W kadrze seniorskiej uczestniczył na turniejach mistrzostw świata w 1994 (Grupa B), 2000 (Grupa B), 2001 (Dywizja I), 2002 (Elita), 2004, (Dywizja I).
Osiadł w Stanach Zjednoczonych, gdzie podjął studia ekonomii. Po zakończeniu czynnej kariery zawodniczej podjął występy w amatorskiej drużynie polonijnej w Stanach Zjednoczonych wspólnie z innymi byłymi polskimi hokeistami.

## Sukcesy
Reprezentacyjne
- Mistrzostwa Świata I Dywizji 2001: awans do Elity

Klubowe
- Brązowy medal mistrzostw Polski: 1992 z Podhale Nowy Targ
- Złoty medal 2. Bundesligi: 1994 z Augsburger Panther, 2002 z EV Bremerhaven
- Złoty medal Oberligi: 2004 z Fischtown Pinguins Bremerhaven

Indywidualne
- Mistrzostwa Europy juniorów do lat 18 w hokeju na lodzie 1992:
  - Skład gwiazd turnieju[3]
- Mistrzostwa Europy juniorów do lat 18 w hokeju na lodzie 1993:
  - Drugie miejsce w klasyfikacji strzelców turnieju: 7 goli
  - Trzecie miejsce w klasyfikacji kanadyjskiej turnieju: 12 punktów[4]